# UKオープン
UKオープン (UK Open)は、プロフェッショナル・ダーツ・コーポレイション (PDC) が開催するダーツのトーナメントである。
イギリス各地で行われる多くの予選の後、本戦において、無名のアマチュア・プレイヤーも最高峰のプレイヤーと対等にプレイできる革新的なトーナメントで、「ダーツのFAカップ」の異名を持つ。
FAカップのように、各ラウンド後、無作為抽選を行い、次の試合を決定する。
このため、他のトーナメントでは決勝付近で争うプレイヤー達が、早い段階で対戦することもある。
UKオープン本戦は、初開催の2003年から2013年までは、毎年6月、ボルトンのリーボック・スタジアムで行われていたが、2014年からはマインヘッドのバトリンズで行われており、その全セッションは、Sky Sportsにより放映されている。
初回の決勝では、フィル・テイラーが、チャンピオンとなった。
2006年は、レイモンド・ファン・バルネフェルトが、このトーナメントで優勝し、ワールド・ダーツ・フェデレイション (WDF) / ブリティッシュ・ダーツ・オーガナイゼイション (BDO) より移籍してから、初めてタイトルを獲得したトーナメントにもなった。
彼は、決勝でバリー・ベイツに勝利する前に、公開無作為抽選で当時13回ワールド・チャンピオンになっていたフィル・テイラーに当ったが、その試合で見事、テイラーを打ち破っている。

## PDC オーダー・オヴ・メリット
このトーナメントは、獲得した賞金額に基づくPDCのワールド・ランキング・システムであるPDC オーダー・オヴ・メリット (PDC OoM) に反映されるSky Sportsのプレミア・イヴェントである。
現在、賞金総額は、ワールド・グランプリと同額で、PDCのイヴェント中、5番目となっているが、プレミア・リーグ・ダーツは、PDC OoMに反映されないため、PDC オーダー・オヴ・メリットへの寄与は、4番目に大きい。
また、Sky Sportsのプレミア・イヴェントには、全て個々にナイン・ダート・フィニッシュの賞金£5,000が設定されている。
達成したプレイヤーがいなければ、次に行われるSky Sportsのプレミア・イヴェントに加えられ、達成されるまで消失することなく積み立て続けられる。
このトーナメントの賞金は、以下の通りとなっている。
| 年   | 優勝     | 準優勝  | 準決勝  | 準々決勝 | ラスト 16 | ラスト 32 | ラスト 64 | ラスト 96 | ラスト 128 | Plelim Rd | ハイエスト・ チェクアウト | 9ダーター | 予選        | 実総額   | 公称総額 |
| ---- | -------- | ------- | ------- | -------- | --------- | --------- | --------- | --------- | ---------- | --------- | ------------------------- | --------- | ----------- | -------- | -------- |
| 2003 | £30,000  | £15,000 | £7,500  | £4,000   | £2,000    | £1,000    | £500      | £0        | £0         | £0        | 不明                      | -         | 8 x £14,000 | £236,000 | -        |
| 2004 | £30,000  | £15,000 | £7,500  | £4,000   | £2,000    | £1,000    | £500      | £0        | £0         | £0        | 不明                      | [ 5 ]     | 8 x £15,200 | £245,600 | -        |
| 2005 | £30,000  | £15,000 | £7,500  | £4,000   | £2,000    | £1,000    | £500      | £0        | £0         | £0        | 不明                      | [ 5 ]     | 8 x £15,200 | £245,600 | -        |
| 2006 | £30,000  | £15,000 | £7,500  | £4,000   | £2,000    | £1,000    | £500      | £0        | £0         | £0        | 不明                      | -         | 8 x £15,200 | £245,600 | -        |
| 2007 | £30,000  | £15,000 | £8,500  | £4,000   | £2,000    | £1,500    | £1,000    | £0        | £0         | £0        | 不明                      | £20,000   | 8 x £20,000 | £330,000 | £150,000 |
| 2008 | £35,000  | £15,000 | £10,000 | £5,000   | £3,000    | £2,000    | £1,000    | £0        | £0         | £0        | 不明                      | £25,000   | 8 x £25,000 | £403,000 | £178,000 |
| 2009 | £40,000  | £20,000 | £10,000 | £6,000   | £4,000    | £2,000    | £1,000    | £0        | £0         | £0        | 不明                      | -         | 8 x £30,000 | £440,000 | £200,000 |
| 2010 | £40,000  | £20,000 | £10,000 | £6,000   | £4,000    | £2,000    | £1,000    | £0        | £0         | £0        | 不明                      | £5,000    | 8 x £31,600 | £457,800 | £200,000 |
| 2011 | £40,000  | £20,000 | £10,000 | £6,000   | £4,000    | £2,000    | £1,000    | £0        | £0         | £0        | 不明                      | -         | 8 x £35,000 | £480,000 | -        |
| 2012 | £40,000  | £20,000 | £10,000 | £6,000   | £4,000    | £2,000    | £1,000    | £0        | £0         | £0        | 不明                      | -         | 8 x £34,600 | -        | £200,000 |
| 2013 | £40,000  | £20,000 | £10,000 | £6,000   | £4,000    | £2,000    | £1,000    | £0        | £0         | £0        | 不明                      | -         | 8 x £34,600 | -        | £200,000 |
| 2014 | £50,000  | £25,000 | £12,500 | £7,500   | £5,000    | £3,000    | £1,000    | £0        | £0         | £0        | 不明                      | -         | 6 x £50,000 | -        | £250,000 |
| 2015 | £60,000  | £30,000 | £17,000 | £10,000  | £5,000    | £3,000    | £1,500    | £0        | £0         | £0        | 不明                      | -         | 6 x £50,000 | -        | £300,000 |
| 2016 | £60,000  | £30,000 | £17,000 | £10,000  | £5,000    | £3,000    | £1,500    | £0        | £0         | £0        | 不明                      | £10,000   | 6 x £60,000 | -        | £300,000 |
| 2017 | £70,000  | £35,000 | £17,500 | £11,500  | £6,500    | £3,500    | £1,750    | £0        | £0         | £0        | 不明                      | -         | 6 x £60,000 | -        | £350,000 |
| 2018 | £70,000  | £35,000 | £17,500 | £11,500  | £6,500    | £3,500    | £1,750    | £0        | £0         | -         | 不明                      | -         | 6 x £60,000 | -        | £350,000 |
| 2019 | £100,000 | £40,000 | £20,000 | £12,500  | £7,500    | £4,000    | £2,000    | £1,000    | £0         | £0        | 不明                      | -         | -           | -        | £450,000 |
| 2020 | £100,000 | £40,000 | £20,000 | £12,500  | £7,500    | £4,000    | £2,000    | £1,000    | £0         | £0        | 不明                      | -         | -           | -        | £450,000 |
| 2021 | £100,000 | £40,000 | £20,000 | £12,500  | £7,500    | £4,000    | £2,000    | £1,000    | £0         | £0        | 不明                      | -         | -           | -        | £450,000 |
| 2022 | £100,000 | £40,000 | £20,000 | £12,500  | £7,500    | £4,000    | £2,000    | £1,000    | £0         | £0        | 不明                      | -         | -           | -        | £450,000 |
| 2023 | £110,000 | £50,000 | £30,000 | £15,000  | £10,000   | £5,000    | £2,500    | £1,500    | £1,000     | £0        | 不明                      | -         | -           | -        | £600,000 |
| 2024 | £110,000 | £50,000 | £30,000 | £15,000  | £10,000   | £5,000    | £2,500    | £1,500    | £1,000     | £0        | 不明                      | -         | -           | -        | £600,000 |
| 2025 | £110,000 | £50,000 | £30,000 | £15,000  | £10,000   | £5,000    | £2,500    | £1,500    | £1,000     | £0        | 不明                      | -         | -           | -        | £600,000 |

なお、この賞金総額は、WDF/BDOの賞金額が最も多いイヴェントであるBDO ワールド・プロフェッショナル・ダーツ・チャンピオンシップス (レイクサイド) を超えている。
2011年における他のトーナメントとの比較は、次の通りである。
| 年   | 団体      | 大会                             | 公称総額 | 実総額    | 優勝     | 準優勝  | 準決勝  | 準々決勝 | ラスト 16 | ラスト 32 | ラスト 64 | 9ダーター | ハイエスト・ チェクアウト | 予選     |
| ---- | --------- | -------------------------------- | -------- | --------- | -------- | ------- | ------- | -------- | --------- | --------- | --------- | --------- | ------------------------- | -------- |
| 2011 | PDC       | UKオープン                       | £200,000 | £480,000+ | £40,000  | £20,000 | £10,000 | £6,000   | £4,000    | £2,000    | £1,000    | -         | 不明                      | £280,000 |
| 2011 | PDC       | ヨーロピアン・チャンピオンシップ | £200,000 | £200,000  | £50,000  | £20,000 | £10,000 | £6,000   | £4,000    | £2,000    | -         | 未確定    | 不明                      | -        |
| 2011 | PDC       | ワールド・マッチプレイ           | £400,000 | £400,000+ | £100,000 | £50,000 | £25,000 | £15,000  | £75,000   | £5,000    | -         | 未確定    | 不明                      | -        |
| 2011 | WDF (BDO) | レイクサイド (メンズ)            | £329,000 | £261,000  | £100,000 | £30,000 | £11,000 | £6,000   | £4,250    | £3,000    | -         | -         | £3,000                    | £0       |
| 2011 | WDF (BDO) | レイクサイド (ウィメンズ)        | £329,000 | £16,000   | £10,000  | £2,000  | £1,000  | £500     | -         | -         | -         | -         | £3,000                    | £0       |

## 本戦の日程・会場・放送など
本戦の日程、会場、タイトル・スポンサー、テレビ放送などの情報は、以下の通りである。
なお、テレビでは、全課程が生放送されている。
| 年   | 開始日             | 終了日             | 開催日数 | 会場                              | スポンサー        | 使用ボード          | テレビ放送    |
| ---- | ------------------ | ------------------ | -------- | --------------------------------- | ----------------- | ------------------- | ------------- |
| 2003 | 2003年5月30日 (金) | 2003年6月1日 (日)  | 3        | リーボック・スタジアム (ボルトン) | Sky Bet           | unicorn ECLIPSE     | Sky Sports    |
| 2004 | 2004年6月4日 (金)  | 2004年6月6日 (日)  | 3        | リーボック・スタジアム (ボルトン) | Budweiser         | unicorn ECLIPSE     | Sky Sports    |
| 2005 | 2005年6月10日 (金) | 2005年6月12日 (日) | 3        | リーボック・スタジアム (ボルトン) | Budweiser         | unicorn ECLIPSE     | Sky Sports    |
| 2006 | 2006年6月9日 (金)  | 2006年6月11日 (日) | 3        | リーボック・スタジアム (ボルトン) | Budweiser         | unicorn ECLIPSE PRO | Sky Sports    |
| 2007 | 2007年6月7日 (木)  | 2007年6月10日 (日) | 4        | リーボック・スタジアム (ボルトン) | Blue Square       | unicorn ECLIPSE PRO | Sky Sports    |
| 2008 | 2008年6月5日 (木)  | 2008年6月8日 (日)  | 4        | リーボック・スタジアム (ボルトン) | Blue Square       | unicorn ECLIPSE PRO | Sky Sports    |
| 2009 | 2009年6月4日 (木)  | 2009年6月7日 (日)  | 4        | リーボック・スタジアム (ボルトン) | Blue Square       | unicorn ECLIPSE PRO | Sky Sports HD |
| 2010 | 2010年6月3日 (木)  | 2010年6月6日 (日)  | 4        | リーボック・スタジアム (ボルトン) | Rileys Darts Zone | unicorn ECLIPSE PRO | Sky Sports HD |
| 2011 | 2011年6月2日 (木)  | 2011年6月5日 (日)  | 4        | リーボック・スタジアム (ボルトン) | Speedy Hire       | unicorn ECLIPSE PRO | Sky Sports HD |

## 形式

### 出場者の決定
UKオープン本戦に出場するには、以下の方法がある。

#### PDCプレイヤーの出場者決定戦
プロフェッショナル・ダーツ・プレイヤーズ・アソシエイション (PDPA) のメンバーとなっているプレイヤー (PDCのプレイヤー) の出場者は、年に8回ある出場者決定戦 (2010年からの名称は、UKオープン・クワリファイアーズ / 2009年までは、UKオープン・リージョナル・ファイナル) の総合的な結果により、決定される。
このイヴェントに2回 (2010年までは3回) 以上出場し、次に説明するUKオープン・オーダー・オヴ・メリットの最終的な結果において、上位96名に入るという2つの条件を満たせば、本戦に出場できる。
同点の場合、本戦出場条件の96位は、区別なく全員出場できるが、より後のラウンドからの開始条件を得られる32位と64位は、カウントバック方式を採用し、同点を解消している。
試合形式は、2009年から全てベスト・オヴ・11・レッグズとなっており、それまでは、ベスト・オヴ・5・セッツ (各セットは、ベスト・オヴ・3・レッグズ) であった。
多くのプレイヤーが、全8回とも参加する中、フィル・テイラーのように、規定の最低回数で本戦の出場を決めても問題ないが、規定の最低回数に満たないと、上位96位以内に入ったとしても、2010年のレイモンド・ファン・バルネフェルトのように、本戦に出場できないので、注意が必要である。

##### UKオープン・オーダー・オヴ・メリット
UKオープン・オーダー・オヴ・メリットとは、2018年まで、UKオープン本戦に出場するPDCプレイヤーを決定するのに用いられていたUKオープン専用のオーダー・オヴ・メリットである。
このイヴェントには、イギリス全土で毎年8回開催されるPDCプレイヤーの出場者決定戦があり(2014～2018年は年6回)、そこで獲得した賞金が、このオーダー・オヴ・メリットに反映される。
この予選の賞金額は、以下のようになっている。
なお、PDC ProTourのプレイヤーズ・チャンピオンシップにおける2011年における賞金額の設定も、この出場者決定戦と同じである。
| 年   | 賞金総額 | 優勝    | 準優勝 | 準々決勝 | ラスト8 | ラスト16 | ラスト32 | ラスト64 | 9ダーター |
| ---- | -------- | ------- | ------ | -------- | ------- | -------- | -------- | -------- | --------- |
| 2003 | £14,000  | £4,000  | £2,000 | £800     | £400    | £200     | £100     | £50      | 不明      |
| 2004 | £15,200  | £4,000  | £2,000 | £1,000   | £500    | £250     | £100     | £50      | 不明      |
| 2005 | £15,200  | £4,000  | £2,000 | £1,000   | £500    | £250     | £100     | £50      | 不明      |
| 2006 | £15,200  | £4,000  | £2,000 | £1,000   | £500    | £250     | £100     | £50      | 不明      |
| 2007 | £20,000  | £5,000  | £2,500 | £1,250   | £600    | £300     | £150     | £75      | £400      |
| 2008 | £25,000  | £6,000  | £3,000 | £1,600   | £800    | £400     | £200     | £100     | £400      |
| 2009 | £30,000  | £6,000  | £3,000 | £1,500   | £800    | £400     | £300     | £200     | £400      |
| 2010 | £31,600  | £6,000  | £3,000 | £1,500   | £1,000  | £500     | £200     | £100     | £400      |
| 2011 | £35,000  | £6,000  | £3,000 | £2,000   | £1,000  | £600     | £400     | £200     | £400      |
| 2012 | £34,600  | £6,000  | £3,000 | £2,000   | £1,000  | £600     | £400     | £200     | -         |
| 2013 | £34,600  | £6,000  | £3,000 | £2,000   | £1,000  | £600     | £400     | £200     | -         |
| 2014 | £50,000  | £10,000 | £5,000 | £2,500   | £1,500  | £1,000   | £500     | £250     | -         |
| 2015 | £50,000  | £10,000 | £5,000 | £2,500   | £1,500  | £1,000   | £500     | £250     | -         |
| 2016 | £60,000  | £10,000 | £5,000 | £2,500   | £2,000  | £1,500   | £750     | £250     | -         |
| 2017 | £60,000  | £10,000 | £5,000 | £2,500   | £2,000  | £1,500   | £750     | £250     | -         |
| 2018 | £60,000  | £10,000 | £5,000 | £2,500   | £2,000  | £1,500   | £750     | £250     | -         |

この予選の賞金額 (賞金総額、優勝賞金、準優勝賞金) は、WDF/BDOの3番目に大きいトーナメントであるダッチ・グランド・マスターズを、超えている。
| 年   | 団体 | 大会                         | 賞金総額 | 優勝   | 準優勝 |
| ---- | ---- | ---------------------------- | -------- | ------ | ------ |
| 2010 | PDC  | UKオープン出場者決定戦       | £31,600  | £6,000 | £3,000 |
| 2010 | WDF  | ダッチ・グランド・マスターズ | €33,500  | €5,000 | €2,500 |

#### 一般の出場者決定戦
一般の出場者決定戦は、予選とリージョナル・ファイナルズで構成されている。
2010年からの会場は、同年のタイトル・スポンサーにもなっていたレリーズの最新Darts Zonesを持つ店舗となり、2011年は、32店舗となった。
試合形式は、ベスト・オヴ・5・レッグズ、エントリーは£5で、2つ以上のエントリーも可能である。
2010年は、3500人を超えるプレイヤーが集まり、店舗によってはプレイヤーが入りきらないことが予想されたため、12店舗が12時からと18時からの2回に分けてセッションを行った。
その結果、各セッションにおいて、ラスト32のプレイヤーが、各リージョナル・ファイナルに進め、そこでの優勝者が、UKオープンの本戦に出場できるようになった。
歴代の予選に使われた店は、以下の通りである。
| 年   | 会場               |
| ---- | ------------------ |
| 2003 | 不明               |
| 2004 | 不明               |
| 2005 | 不明               |
| 2006 | Greene King        |
| 2007 | Punch Taberns      |
| 2008 | Holsten            |
| 2009 | Holsten            |
| 2010 | Rileys Darts Zones |
| 2011 | Rileys Darts Zones |

なお、こちらの参加対象となっているのは、アマチュアだけではなく、WDF/BDOのプロフェッショナル・プレイヤーや、過去にPDPAのメンバーであったプレイヤーなども含まれており、2010 グランド・スラム・オヴ・ダーツのチャンピオンであるスコット・ウェイツや、2008 BDO ワールド・プロフェッショナル・ダーツ・チャンピオンシップスのウィメンズ・チャンピオンであるPDC移籍前のアナスタシア・ドブロミスロワが、こちらから本戦に出場したこともある。
しかし、2011年について、2009年1月1日以降PDPAのメンバーになったことのあるプレイヤーは、このトーナメントに参加できない。

### 本戦
本戦の形式は、以下の通りである。
第0ラウンド (Preliminary Round) は、PDCプレイヤーの予選通過者が同点により人数が増えるなど、予定よりも人数が増えた場合に人数を調整するために行われるラウンドで、第1ラウンドと同時進行で行われる。
以前は全て無作為抽選により、対戦相手が決められていたが、2007年より連続対戦を避けるため、準々決勝から対戦表が導入されている。
| 曜日 | ラウンド | レッグズ (ベスト・オヴ) | プレイヤー                                                                   | その他 |
| ---- | -------- | ----------------------- | ---------------------------------------------------------------------------- | --- |
| 木   | 0        | 7                       | UKオープン・オーダー・オヴ・メリットの上位64名以外のプレイヤーから無作為抽選 | この3つは、開催前に無作為抽選となる。 第0、1ラウンドは同時に行われ、これらの終了後に第2ラウンドが行われる。 |
| 木   | 1        | 7                       | 第0ラウンドの抽選に外れたプレイヤー + 第0ラウンド勝者                        | この3つは、開催前に無作為抽選となる。 第0、1ラウンドは同時に行われ、これらの終了後に第2ラウンドが行われる。 |
| 木   | 2        | 7                       | UKオープン・オーダー・オヴ・メリットの33位から64位 + 32人の第1ラウンド勝者   | この3つは、開催前に無作為抽選となる。 第0、1ラウンドは同時に行われ、これらの終了後に第2ラウンドが行われる。 |
| 金   | 3        | 17                      | UKオープン・オーダー・オヴ・メリットの上位32名 + 32人の第2ラウンド勝者       | 第2ラウンド終了後に、公開無作為抽選により決定される。                                                       |
| 土   | 4        | 17                      | ラスト32                                                                     | 第3ラウンド終了後に、公開無作為抽選により決定される。                                                       |
| 土   | 5        | 17                      | ラスト16                                                                     | 第4ラウンド終了後に、公開無作為抽選により決定される。                                                       |
| 日   | 準々決勝 | 19                      | ラスト8                                                                      | 準々決勝からは、対戦表が導入される。                                                                        |
| 日   | 準決勝   | 19                      | ラスト4                                                                      | 準々決勝からは、対戦表が導入される。                                                                        |
| 日   | 決勝     | 21                      | ラスト2                                                                      | 準々決勝からは、対戦表が導入される。                                                                        |

## 結果
| 年   | 優勝 (決勝平均)                            | Score | 準優勝 (決勝平均)                              | 賞金     | 賞金     | 賞金    | スポンサー                 | 会場                                     |
| 年   | 優勝 (決勝平均)                            | Score | 準優勝 (決勝平均)                              | 総額     | 優勝     | 準優勝  | スポンサー                 | 会場                                     |
| ---- | ------------------------------------------ | ----- | ---------------------------------------------- | -------- | -------- | ------- | -------------------------- | ---------------------------------------- |
| 2003 | フィル・テイラー (98.03)                   | 18–8  | シェイン・バージェス (91.36)                   | £124,000 | £30,000  | £15,000 | スカイ・ベット             | リーボック・スタジアム, ボルトン         |
| 2004 | ローランド・ショルテン (89.49)             | 11–6  | ジョン・パート (85.98)                         | £124,000 | £30,000  | £15,000 | バドワイザー               | リーボック・スタジアム, ボルトン         |
| 2005 | フィル・テイラー (96.80)                   | 13–7  | マーク・ウォルシュ (84.52)                     | £124,000 | £30,000  | £15,000 | バドワイザー               | リーボック・スタジアム, ボルトン         |
| 2006 | レイモンド・ファン・バルネフェルト (91.51) | 13–7  | バリー・ベイツ (82.98)                         | £124,000 | £30,000  | £15,000 | バドワイザー               | リーボック・スタジアム, ボルトン         |
| 2007 | レイモンド・ファン・バルネフェルト (94.99) | 16–8  | ヴィンセント・ファン・デル・フォールト (88.76) | £150,000 | £30,000  | £15,000 | ブルー・スクエア           | リーボック・スタジアム, ボルトン         |
| 2008 | ジェームズ・ウェイド (94.65)               | 11–7  | ゲイリー・モーソン (87.33)                     | £178,000 | £35,000  | £15,000 | ブルー・スクエア           | リーボック・スタジアム, ボルトン         |
| 2009 | フィル・テイラー (100.81)                  | 11–6  | コリン・オズボーン (93.24)                     | £200,000 | £40,000  | £20,000 | ブルー・スクエア           | リーボック・スタジアム, ボルトン         |
| 2010 | フィル・テイラー (97.71)                   | 11–5  | ゲイリー・アンダーソン (92.41)                 | £200,000 | £40,000  | £20,000 | ライリーズ・ダーツ・ゾーン | リーボック・スタジアム, ボルトン         |
| 2011 | ジェームズ・ウェイド (96.25)               | 11–5  | ウェズ・ニュートン (88.51)                     | £200,000 | £40,000  | £20,000 | Speedy Hire                | リーボック・スタジアム, ボルトン         |
| 2012 | ロバート・ソーントン (95.44)               | 11–5  | フィル・テイラー (98.58)                       | £200,000 | £40,000  | £20,000 | Speedy Hire                | リーボック・スタジアム, ボルトン         |
| 2013 | フィル・テイラー (107.04)                  | 11–4  | アンディ・ハミルトン (97.95)                   | £200,000 | £40,000  | £20,000 | Speedy Hire                | リーボック・スタジアム, ボルトン         |
| 2014 | エイドリアン・ルイス (109.13)              | 11–1  | テリー・ジェンキンス (93.15)                   | £250,000 | £50,000  | £25,000 | コーラル                   | バトリンズ・マインヘッド, マインヘッド   |
| 2015 | マイケル・ヴァン・ガーウェン (98.43)       | 11–5  | ピーター・ライト (99.33)                       | £300,000 | £60,000  | £30,000 | コーラル                   | バトリンズ・マインヘッド, マインヘッド   |
| 2016 | マイケル・ヴァン・ガーウェン (106.68)      | 11–4  | ピーター・ライト (98.33)                       | £300,000 | £60,000  | £30,000 | コーラル                   | バトリンズ・マインヘッド, マインヘッド   |
| 2017 | ピーター・ライト (100.55)                  | 11–6  | ガーウィン・プライス (97.78)                   | £350,000 | £70,000  | £35,000 | コーラル                   | バトリンズ・マインヘッド, マインヘッド   |
| 2018 | ゲイリー・アンダーソン (95.71)             | 11–7  | コリー・カドビー (99.78)                       | £350,000 | £70,000  | £35,000 | コーラル                   | バトリンズ・マインヘッド, マインヘッド   |
| 2019 | ネーザン・アスピナル (88.72)               | 11–5  | ロブ・クロス (84.79)                           | £450,000 | £100,000 | £40,000 | Ladbrokes                  | バトリンズ・マインヘッド, マインヘッド   |
| 2020 | マイケル・ヴァン・ガーウェン (101.42)      | 11–9  | ガーウィン・プライス (99.16)                   | £450,000 | £100,000 | £40,000 | Ladbrokes                  | バトリンズ・マインヘッド, マインヘッド   |
| 2021 | ジェームズ・ウェイド (102.52)              | 11–5  | ルーク・ハンフリーズ (97.95)                   | £450,000 | £100,000 | £40,000 | Ladbrokes                  | マーシャル・アリーナ, ミルトン・キーンズ |
| 2022 | ダニー・ノッパード (84.82)                 | 11–10 | マイケル・スミス (90.33)                       | £450,000 | £100,000 | £40,000 | Cazoo                      | バトリンズ・マインヘッド, マインヘッド   |
| 2023 | アンドリュー・ギルディング (95.46)         | 11–10 | マイケル・ヴァン・ガーウェン (96.74)           | £600,000 | £110,000 | £50,000 | Cazoo                      | バトリンズ・マインヘッド, マインヘッド   |
| 2024 | ディミトリ・バン・デン・バーグ (95.18)     | 11–10 | ルーク・ハンフリーズ (96.07)                   | £600,000 | £110,000 | £50,000 | Ladbrokes                  | バトリンズ・マインヘッド, マインヘッド   |
| 2025 | ルーク・リトラー (101.51)                  | 11–2  | ジェームズ・ウェイド (88.06)                   | £600,000 | £110,000 | £50,000 | Ladbrokes                  | バトリンズ・マインヘッド, マインヘッド   |

### ナイン・ダート・フィニッシュ
UKオープンで達成されたナイン・ダート・フィニッシュは、以下の通りである。
| 年   | 日付           | プレイヤー                   | ラウンド | レッグ | 対戦相手                   | 方法                                | 賞金              | レフェリー             | コメンテイター                        |
| ---- | -------------- | ---------------------------- | -------- | ------ | -------------------------- | ----------------------------------- | ----------------- | ---------------------- | ------------------------------------- |
| 2004 | 2004/6/5 (土)  | フィル・テイラー             | 4        | 7      | マット・チャップマン       | T20 x 3; T20 x 3; T20, T19, D12     | バドワイザー501本 | ブルース・スペンドリー | ストゥーアト・パイク ジョン・グウェン |
| 2005 | 2005/6/12 (日) | フィル・テイラー             | 準決勝   | 6      | ローランド・ショルテン     | T20 x 3; T20 x 3; T20, T19, D12     | バドワイザー501本 | ブルース・スペンドリー | デイヴ・レァニング ジョン・グウェン   |
| 2007 | 2007/6/9 (土)  | フィル・テイラー             | 5        | 12     | ウェズ・ニュートン         | T20 x 3; T20 x 3; T20, T19, D12     | £20,000           | ラス・ブレイ           | ジョン・グウェン ロッド・ハリントン   |
| 2008 | 2008/6/7 (土)  | フィル・テイラー             | 4        | 9      | ジェイミー・ハーヴェイ     | T20 x 3; T20 x 2, T19; T20 x 2, D12 | £25,000           | ラス・ブレイ           | ジョン・グウェン ロッド・ハリントン   |
| 2010 | 2010/6/5 (土)  | マーヴィン・キング           | 1        | 10     | ゲイリー・アンダーソン     | T20 x 3; T20 x 3; T20, T19, D12     | £5,000            | ジョージ・ノーブル     | ジョン・グウェン ロッド・スタッド     |
| 2012 | 2012/8/6       | ゲイリー・アンダーソン       | 3        | 3      | デイビー・ドッズ           | T20 x 3; T20 x 3; T20, T19, D12     | 不明              | ラス・ブレイ           | 不明                                  |
| 2013 | 不明           | ウェズ・ニュートン           | 6        | 不明   | エイドリアン・ルイス       | T20 x 3; T20 x 3; T20, T19, D12     | 不明              | 不明                   | 不明                                  |
| 2016 | 2016/3/5       | マイケル・ヴァン・ガーウェン | 4        | 10     | ロブ・クロス               | T20 x 3; T20 x 3; T20, T19, D12     | 不明              | ラス・ブレイ           | 不明                                  |
| 2020 | 2020/3/7       | ジョニー・クレイトン         | 6        | 12     | クリス・ドビー             | T20 x 3; T20 x 3; T20, T19, D12     | 不明              | ポール・ヒンクス       | 不明                                  |
| 2020 | 2020/3/8       | マイケル・ヴァン・ガーウェン | 準決勝   | 不明   | ダリル・ガーニー           | T20 x 3; T20 x 3; T20, T19, D12     | 不明              | ヒュー・ウェア         | 不明                                  |
| 2021 | 2021/3/5       | セバスティアン・ビアレツキ   | 1        | 不明   | ジム・マキューアン         | T20 x 3; T20 x 3; T20, T19, D12     | 不明              | 不明                   | 不明                                  |
| 2021 | 2021/3/5       | ジツェ・ファン・デル・ヴァル | 2        | 不明   | セバスティアン・ビアレツキ | T20 x 3; T20 x 3; T20, T19, D12     | 不明              | 不明                   | 不明                                  |
| 2022 | 2022/3/4       | ホセ・フスティシア           | 3        | 不明   | アダム・ゴーラス           | T20 x 3; T20 x 3; T20, T19, D12     | 不明              | 不明                   | 不明                                  |
| 2022 | 2022/3/5       | ジェームズ・ウェイド         | 6        | 8      | ボリス・カリチュマー       | T20 x 3; T20 x 3; T20, T19, D12     | 不明              | ラス・ブレイ           | 不明                                  |
| 2022 | 2022/3/5       | マイケル・スミス             | 6        | 7      | メンサー・スルホビック     | T20 x 3; T20 x 3; T20, T19, D12     | 不明              | カーク・ベビンズ       | 不明                                  |

#### UKオープンの出場者決定戦
UKオープンの本戦ではないが、出場者決定戦 (リージョナル・ファイナルズ) においても、ナイン・ダート・フィニッシュが、達成されている。
この予選は、テレビ中継されていない。
- 1  ジェームズ・ウェイド (2005)
- 1  レイモンド・ファン・バルネフェルト (2006)
- 1  コ・ストンプ (2010)
- 1  デニス・プリーストリー (2011)
- 1  ウェイン・アトゥウッド (2011)
- 1  デイブ・チズナル (2011)

### ハイエスト・チェクアウト
| 年   | プレイヤー | 数字 |
| ---- | --- | ---- |
| 2003 | シェイン・バージェス デイブ・スミス | 170  |
| 2004 | フィル・テイラー | 170  |
| 2005 | 不明 | 不明 |
| 2006 | 不明 | 不明 |
| 2007 | コリン・オズボーン | 170  |
| 2008 | 不明 | 不明 |
| 2009 | 不明 | 不明 |
| 2010 | フィル・テイラー | 167  |
| 2011 | 不明 | 不明 |
| 2012 | 不明 | 不明 |
| 2013 | フィル・テイラー | 167  |
| 2014 | 不明 | 不明 |
| 2015 | マイケル・ヴァン・ガーウェン キム・ハイブレクト | 170  |
| 2016 | マイケル・ヴァン・ガーウェン x 4 アラン・ノリス ジェイミー・ケーブン                                                                                                 | 170  |
| 2017 | ダリル・ガーニー キム・ハイブレクト | 167  |
| 2018 | マイケル・ラズトヴィッツ ダリル・ガーニー スティーブ・ウェスト | 170  |
| 2019 | ネーザン・アスピナル x 2 メンサー・スルホビック ライアン・サール マイケル・ヴァン・ガーウェン                                                                        | 170  |
| 2020 | ディミトリ・バン・デン・バーグ マイケル・ヴァン・ガーウェン | 170  |
| 2021 | ヘルト・ネンチェス クリス・ドビー グレン・デュラント マイケル・スミス デボン・ピーターセン                                                                           | 170  |
| 2022 | ロウビー＝ジョン・ロドリゲス ウィリアム・ボーランド イアン・ホワイト ガブリエル・クレメンス サイモン・ウィットロック マイケル・スミス ダーク・バン・デュイベンボーデ | 170  |
| 2023 | アダム・ゴーラス スティーブ・ビートン クリス・ドビー ジョー・カレン マイケル・ヴァン・ガーウェン x 2                                                                 | 170  |
| 2024 | ダニエル・クローゼ アンディ・ベイテンス ケビン・ドゥーツ ルーク・リトラー                                                                                            | 170  |
| 2025 | クリス・ハートリー ジャーメイン・ワッティメナ ハウバイ・プハ ニコ・スプリンガー トーマス・ラブリー                                                                   | 170  |

## 記録

### 最多優勝
- 5  フィル・テイラー[3][33] (2003, 2005, 2009 - 2010, 2013)
- 3  マイケル・ヴァン・ガーウェン (2015 - 2016, 2020)
- 3  ジェームズ・ウェイド (2008, 2011, 2021)
- 2  レイモンド・ファン・バルネフェルト (2006 - 2007)
- 1  ローランド・ショルテン (2004)
- 1  ロバート・ソーントン (2012)
- 1  エイドリアン・ルイス (2014)
- 1  ピーター・ライト (2017)
- 1  ゲイリー・アンダーソン (2018)
- 1  ネーザン・アスピナル (2019)
- 1  ダニー・ノッパード (2022)
- 1  アンドリュー・ギルディング (2023)
- 1  ディミトリ・バン・デン・バーグ (2024)
- 1  ルーク・リトラー (2025)

### 最多決勝出場
- 6  フィル・テイラー (2003, 2005, 2009 - 2010, 2012 - 2013)
- 4  マイケル・ヴァン・ガーウェン (2015 - 2016, 2020, 2023)
- 4  ジェームズ・ウェイド (2008, 2011, 2021, 2025)
- 3  ピーター・ライト (2015 - 2017)

### 最多出場
- 23  ジェームズ・ウェイド
- 22  スティーブ・ビートン
- 20  エイドリアン・ルイス
- 20  ブレンダン・ドーラン
- 19  ウェイン・ジョーンズ
- 18  ダレン・ウェブスター
- 18  マーヴィン・キング
- 18  ヴィンセント・ファン・デル・フォールト
- 18  レイモンド・ファン・バルネフェルト
- 18  マイケル・ヴァン・ガーウェン
- 18  ピーター・ライト

### 最多勝利
- 57  フィル・テイラー (7回: 2013;　6回: 2003, 2005, 2009 - 2010;　5回: 2012;　4回: 2016;　3回: 2004, 2006 - 2008, 2015;　2回: 2011)
- 53  ジェームズ・ウェイド (8回: 2011;　6回: 2008, 2013, 2021;　5回: 2025;　3回: 2010, 2022;　2回: 2004 - 2005, 2014 - 2015, 2019 - 2020;　1回: 2003, 2007, 2012, 2018)

### 不敗記録
- 16  レイモンド・ファン・バルネフェルト (2006年第3ラウンド - 2008年準決勝)
- 14  フィル・テイラー (2009年第3ラウンド - 2011年第5ラウンド)

### ナイン・ダート・フィニッシュ
- 4  フィル・テイラー[3][33] (2004 - 2005, 2007 - 2008)
- 2  マイケル・ヴァン・ガーウェン (2016, 2020)
- 1  マーヴィン・キング (2010)
- 1  ゲイリー・アンダーソン (2012)
- 1  ウェズ・ニュートン (2013)
- 1  ジョニー・クレイトン (2020)
- 1  セバスティアン・ビアレツキ (2021)
- 1  ジツェ・ファン・デル・ヴァル (2021)
- 1  ホセ・フスティシア (2022)
- 1  ジェームズ・ウェイド (2022)
- 1  マイケル・スミス (2022)

### PDCプレイヤーの出場者決定戦における優勝回数
以下は、2018 UKオープン終了時点までの優勝回数が、反映されている。
- 21  フィル・テイラー
- 16  マイケル・ヴァン・ガーウェン
- 7  レイモンド・ファン・バルネフェルト
- 6  ゲイリー・アンダーソン
- 5  コリン・ロイド
- 5  ジェームズ・ウェイド
- 4  ピーター・マンリー
- 4  マーク・ウォルシュ
- 4  エイドリアン・ルイス
- 3  ピーター・ライト
- 3  サイモン・ウィットロック
- 3  マイケル・スミス
- 2  ケビン・ペインター
- 2  マーク・ダッドブリッジ
- 2  ウェズ・ニュートン
- 2  アンディ・ハミルトン
- 2  ロバート・ソーントン
- 2  アンディ・スミス

### 最高対戦平均値
2025年までの最高は、フィル・テイラーの118.66である。
| 平均値 | 選手                         | 対戦相手                               | 年   | ラウンド  |
| ------ | ---------------------------- | -------------------------------------- | ---- | --------- |
| 118.66 | フィル・テイラー             | ケビン・ペインター                     | 2010 | ラスト32  |
| 115.92 | ニコ・スプリンガー           | コル・デッカー                         | 2025 | ラスト160 |
| 115.62 | フィル・テイラー             | マーク・ローレンス                     | 2009 | 準々決勝  |
| 115.51 | フィル・テイラー             | ケン・マザー                           | 2009 | ラスト32  |
| 114.91 | マイケル・ヴァン・ガーウェン | キム・ハイブレクト                     | 2015 | ラスト16  |
| 114.54 | フィル・テイラー             | ウェズ・ニュートン                     | 2008 | ラスト16  |
| 113.05 | フィル・テイラー             | デニス・オーブンズ                     | 2010 | 準決勝    |
| 111.67 | フィル・テイラー             | ヴィンセント・ファン・デル・フォールト | 2015 | ラスト16  |
| 110.88 | ピーター・ライト             | レイモンド・ファン・バルネフェルト     | 2017 | 準々決勝  |
| 110.81 | マイケル・ヴァン・ガーウェン | ロブ・クロス                           | 2020 | 準々決勝  |

### 最高大会平均値
2025年までの最高は、フィル・テイラーの107.82 (2015) である。
| 平均値 | 選手                         | 年   | 結果         |
| ------ | ---------------------------- | ---- | ------------ |
| 107.82 | フィル・テイラー             | 2015 | 準々決勝     |
| 107.38 | フィル・テイラー             | 2009 | チャンピオン |
| 106.81 | フィル・テイラー             | 2010 | チャンピオン |
| 106.43 | フィル・テイラー             | 2013 | チャンピオン |
| 105.57 | マイケル・ヴァン・ガーウェン | 2015 | チャンピオン |

## 参照・脚注
1. 1 2 3 4  Revised PDC ProTour Rules PDC
2. 1 2  UK Open Darts Database
3. 1 2 3 4  UK Open Mastercaller
4. ↑  実際に支払われた賞金の合計。ただし、不明の項目を£0としている。
5. 1 2  バドワーザー501ボトル
6. ↑  Blue Square UK Open NetZone (2007) PDC
7. ↑  Blue Square UK Open NetZone (2008) PDC
8. ↑  Blue Square UK Open NetZone (2009) PDC
9. 1 2  Rileys Darts Zones UK Open NetZone (2010) PDC
10. ↑  Lakeside World Professional Darts Championships (Men's) Darts Database
11. ↑  Lakeside World Professional Darts Championships (Women's) Darts Database
12. ↑  2011年に開催されたPDCのトーナメントにおけるハイエスト・チェクアウトの賞金額は不明なため、それ以外の実際に支払われた額の合計。
13. 1 2  2010 Order of Merit Explanation PDC
14. ↑  Players Championship Format Changes PDC
15. ↑  2010 UK Open Order of Merit PDC
16. 1 2  Darts Event Calendar Darts Database
17. ↑  2007 PDC Order of Merit Explanation PDC
18. ↑  2008 PDC Order of Merit Explanation PDC
19. ↑  2009 Blue Square UK Open South-East Rejional Final PDC
20. ↑  全PDC ProTourのイヴェント (UKオープンの出場者決定戦とプレイヤーズ・チャンピオンシップ) には、個々にナイン・ダート・フィニッシュの賞金が設定されている。
達成したプレイヤーがいなければ、次に行われるPDC ProTourのイヴェントに加えられ、達成されるまで消失することなく積み立て続けられる。
なお、2006年以前は不明なため、賞金総額に含まれていない。
21. ↑  2010年のUKオープン出場者決定戦におけるハイエスト・チェクアウトの賞金額は不明なため、それ以外の実際に支払われた賞金額の合計。
22. ↑  Darts Open Intro Rileys
23. ↑  Huge Turnout For Qualifiers PDC
24. ↑  Greene King Qualifiers PDC
25. ↑  Blue Square UK Open - Punch Taverns Qualifiers PDC
26. ↑  Blue Square UK Open Holsten Qualifiers PDC
27. ↑  Holsten Pub Qualifiers Information
28. ↑  Rileys Host UK Open Qualifiers PDC
29. ↑  Waites Among Holsten Qualifiers PDC
30. ↑  Anastasia Wins Holsten Qualifier Spot PDC
31. ↑  UK OPEN QUALIFIERS -THE ROAD TO THE REEBOK- (2011) Rileys
32. 1 2  9 DART CLUB PDPA
33. 1 2  PDC Roll of Honour PDC